# The Very Best of Bikini
The Very Best of Bikini – album kompilacyjny zespołu Bikini. Został wydany w 2009 roku na 2 CD. Na potrzeby tego albumu zespół ponownie nagrał swoje dawne utwory.

## Lista utworów

### CD 1
1. „Ébredés után” (4:07)
2. „Lóhere” (4:24)
3. „Olcsó vigasz” (4:05)
4. „Lassan szopogasd” (3:42)
5. „Őrzöm a lángot” (3:43)
6. „Széles-tágas” (4:29)
7. „Valaki kéne” (4:08)
8. „Magányos nap” (4:12)
9. „A férfi megy, a nő marad” (4:01)
10. „Már semmit sem érzek” (6:33)
11. „Rossz idők” (5:32)
12. „Nehéz a dolga” (3:41)
13. „Megüssem vagy ne üssem” (3:42)
14. „Fagyi” (2:35)

### CD 2
1. „A mennyország felé” (3:41)
2. „Ne legyek áruló” (3:35)
3. „Ezt nem tudom másképp mondani” (4:26)
4. „Itthon vagyok” (4:11)
5. „Könnycsepp a mennyből” (4:02)
6. „Ha volna még időm” (4:45)
7. „Minden úgy történt” (4:43)
8. „Angyali üdvözlet” (5:00)
9. „Legyek jó” (3:10)
10. „A világ végén” (5:14)
11. „Közeli helyeken” (4:25)
12. „Ki visz haza” (3:52)
13. „Mielőtt elmegyek” (4:22)
14. „Adj helyet” (4:02)

## Wykonawcy
- Lajos D. Nagy – wokal
- Alajos Németh – gitara basowa, instrumenty klawiszowe
- Peta Lukács – gitary, organy Hammonda, syntezator, wokal
- Viktor Mihalik – instrumenty perkusyjne
- Dénes Makovics – saksofon
- Szabolcs Bördén – syntezator
- Linda Pacziga – wokal (gościnnie)